# Джонспорт (Мен)
Джонспорт (англ. Jonesport) — місто (англ. town) в США, в окрузі Вашингтон штату Мен. Населення — 1245 осіб (2020).

## Демографія
Згідно з переписом 2010 року, у місті мешкало 1370 осіб у 599 домогосподарствах у складі 384 родин. Було 939 помешкань
Расовий склад населення:
| - 98,1 % — білих - 0,7 % — корінних американців - 0,1 % — чорних або афроамериканців - 0,1 % — азіатів |

До двох чи більше рас належало 0,9 %. Частка іспаномовних становила 1,3 % від усіх жителів.
За віковим діапазоном населення розподілялося таким чином: 18,2 % — особи молодші 18 років, 57,4 % — особи у віці 18—64 років, 24,4 % — особи у віці 65 років та старші. Медіана віку мешканця становила 49,0 року. На 100 осіб жіночої статі у місті припадало 93,5 чоловіків;  на 100 жінок у віці від 18 років та старших — 92,8 чоловіків також старших 18 років.
Середній дохід на одне домашнє господарство  становив 51 942 долари США (медіана — 37 941), а середній дохід на одну сім'ю — 66 187 доларів (медіана — 55 474). Медіана доходів становила 36 250 доларів для чоловіків та 19 444 долари для жінок. За межею бідності перебувало 15,5 % осіб, у тому числі 16,0 % дітей у віці до 18 років та 5,8 % осіб у віці 65 років та старших.
Цивільне працевлаштоване населення становило 493 особи. Основні галузі зайнятості: сільське господарство, лісництво, риболовля — 29,6 %, освіта, охорона здоров'я та соціальна допомога — 16,0 %, роздрібна торгівля — 12,8 %.